# ایرلندی نو (پروانه)
پروانه ایرلندی نو (نام علمی: Delias bagoe) گونه‌ای پروانه است که در تیره کاهی‌بالان و سرده هاشوربالان قرار دارد.

## زیستگاه
- جزیره ایرلند نو